# ヤコブ・ソーレンセン
- ヤコブ・セーレンセン

ヤコブ・ルンギ・ソーレンセン（Jacob Lungi Sørensen, 1998年3月3日 - ）は、デンマーク・南デンマーク地域エスビャウ出身のサッカー選手。ノリッジ・シティFC所属。ポジションはMF。

## クラブ経歴
10歳の時に地元のエスビャウfBのユースアカデミーに入所。2016年にトップチームに昇格。同年12月1日のオーデンセBK戦でプロデビュー。トップチーム1年目の2016-17シーズンは、1部リーグで8試合に出場するも、チームは最下位に終わり、2部リーグに降格。翌2017-18シーズンより先発に定着し、1年での1部リーグ復帰に貢献。2018-19シーズンは36試合3ゴールと自己最高のシーズンを送り、チームも2位に躍進するも、2019-20シーズンは再び最下位に終わった。
2020年7月20日、ノリッジ・シティFCと3年契約を締結。加入1年目の2020-21シーズンはEFLチャンピオンシップ (2部リーグ)ながら先発に定着。12月9日のノッティンガム・フォレストFC戦では、移籍後初ゴールを決めた。

## 代表歴
2015年から5年間、ユース世代のデンマーク代表でプレーした。